# 林雄
林雄（1959年5月—），男，海南临高人，中华人民共和国政治人物。中山大学中文系汉语言文学专业毕业，经济系政治经济学专业在职研究生学历。

## 生平
1975年8月参加工作。1983年11月加入中国共产党。历任中共中央办公厅科员、副科长、科长，温家宝秘书，中共东莞市委副书记，中共茂名市委副书记、市长，中共肇庆市委书记、市人大常委会主任等职。2006年7月，任中共广东省委常委、宣传部部长。2012年5月，任中共广东省委常委、统战部部长。2017年1月，当选为广东省政协副主席。2023年1月13日，卸任广东省政协副主席职务。